# Rak języka
Rak języka (łac. carcinoma linguae) – najczęściej występujący złośliwy nowotwór w jamie ustnej. Rak języka jest zwykle nowotworem pierwotnym tego narządu (ognisko pierwotne rozwija się w języku), rzadko wtórnym, jako przerzut raka gruczołu tarczowego czy raka nerki. Zaliczany do grupy nowotworów głowy i szyi.

## Epidemiologia i czynniki ryzyka
Rak języka występuje głównie u mężczyzn w średnim i starszym wieku, zwykle nadużywających alkoholu i palących papierosy. Nie jest to jednak regułą. W ostatnich latach wzrasta liczba młodszych pacjentów (30-40 rok życia), także kobiet, które nie palą papierosów i nie piją nałogowo alkoholu. W krajach Europy liczba mężczyzn chorujących na raka języka ciągle przewyższa liczbę kobiet, w krajach azjatyckich zachorowalność kobiet i mężczyzn jest natomiast taka sama.  W ostatnich latach krajem, w którym najczęściej występuje rak języka były Indie. Związane to było także dodatkowo z nadużywaniem wyrobów tytoniowych, w tym także żucie czarnego tytoniu itp. W epidemiologii raka języka dużo mówi się na temat czynników ryzyka tego nowotworu oraz stanów przedrakowych. Do najczęstszych z nich należą:
- palenie papierosów
- nadużywanie alkoholu
- zła higiena jamy ustnej, w tym także czynniki drażniące: nieprawidłowe dopasowanie protez zębowych wywołujących urazy błony śluzowej języka
- zakażenie wirusem brodawczaka
- niedobór ryboflawiny i żelaza.

Stanami przedrakowymi dla raka języka są:
- leukoplakia
- erytroplakia
- liszaj płaski.

Niektórzy autorzy podkreślają, że przebieg raka języka u osób młodszych bywa bardziej agresywny. Ponadto w przypadku raka języka może dochodzić w około 10% do rozwoju drugich pierwotnych nowotworów złośliwych.

## Anatomia patologiczna
Najczęstszym typem raka języka jest rak płaskonabłonowy. Stanowi on około 90% wszystkich nowotworów języka. Inne typy raków rzadziej występujące na języku to rak gruczołowy i raki charakterystyczne dla gruczołów ślinowych.  
Zmiana nowotworowa na języku jest zwykle wrzodziejąca (endofityczna) lub rzadziej guzowata (egzofityczna). Rak języka rozwija się na początku w sposób ograniczony na języku. Naturalną barierą blokującą dalsze rozprzestrzenianie się nowotworu jest we wczesnych postaciach raka języka mięsień żuchwowo-językowy. 

## Objawy
Objawy raka języka są różne w zależności od lokalizacji. Rak rozwijając się w części ruchomej zwykle jest zauważalny przez chorego, powodując zgłoszenie do laryngologa. Może on powodować także ból czy krwawienie. Pacjenci z rakiem rozwijającym się na nasadzie języka zwykle trafiają w znacznych stadiach zaawansowania klinicznego. Głównie skarżą się oni na odynofagię, dysfagię lub otalgię. Poza tym wspólnie występującymi objawami w raku języka są:  
- guz na szyi (przerzut do węzłów chłonnych szyi)

W przypadku zmian zaawansowanych występują:
- ślinotok
- cuchnięcie z ust
- zachłystywanie się
- szczękościsk
- ograniczenie ruchomości lub unieruchomienie języka
- chrypka
- utrudniona mowa i trudności w komunikowaniu się z otoczeniem
- brak łaknienia
- spadek masy ciała spowodowany bólem i trudnością w przyjmowaniu pokarmów

## Przebieg
Rak języka rozwija się na bocznej, ruchomej powierzchni języka (zwykle 60%) oraz na nasadzie (części nieruchomej graniczącej z cieśnią gardzieli i częścią środkową gardła). Postać endofityczna szerzy się w głąb języka zajmując jego mięśnie a później naciekając i rozprzestrzeniając się na inne tkanki. Rak zlokalizowany na bocznej powierzchni języka może szerzyć się ku dołowi zajmując dno jamy ustnej oraz ku bokom i do przodu dochodząc - a w zaawansowanych przypadkach - naciekając żuchwę. Rak zlokalizowany w części tylnej, na nasadzie języka, może szybko zacząć naciekać rowek językowo-migdałkowy, trójkąt zatrzonowcowy, szerzyć się w kierunku gardła, przestrzeni przygardłowej. Szerzenie się raka języka w kierunku ww. struktur znacznie pogarsza rokowanie. Zaawansowany rak języka zwykle powoduje na początku ograniczenie jego ruchomości a później unieruchomienie. Unieruchomienie języka najczęściej spowodowane jest naciekaniem mięśnia rylcowo-językowego i/lub mięśnia gnykowo-językowego. Oprócz szerzenia się przez ciągłość rak języka może także dawać przerzuty. Najczęściej drogą chłonną do węzłów chłonnych szyi: głębokich - okolicy nadgnykowej oraz ww. podbródkowych i podżuchwowych. Bogaty drenaż chłonny powoduje, że rak języka może przerzutować do węzłów chłonnych szyi obustronnie (nie tylko po stronie zmiany pierwotnej). Przerzuty do węzłów chłonnych także mają duży wpływ na rokowanie. 

## Diagnostyka i rozpoznanie
Rozpoczyna się od wywiadu oraz badaniu ORL. Oprócz badania oglądaniem należy jeszcze wykonać badanie palpacyjne języka. Guzy położone na nasadzie języka zwykle są dostępne tylko w badaniu laryngoskopowym, które należy niezbędnie wykonać. Przy okazji należy ocenić zaawansowanie raka języka oglądając rowek językowo-migdałkowy, dno jamy ustnej, okolicę zatrzonowcową, i błonę śluzową pozostałej części jamy ustnej. Poza tym niezbędna jest ocena palpacyjna szyi, celem ewentualnego stwierdzenia przerzutów do węzłów chłonnych szyi. Czasami, szczególnie w przypadkach zaawansowanych, badanie pacjenta z rakiem języka bywa bardzo trudne - unieruchomienie języka, ból, ślinotok. W takich przypadkach lub w innych wątpliwych należy wykonać badanie obrazowe TK lub MRI. W niektórych przypadkach wykonuje się także USG szyi, celem oceny węzłów chłonnych. Nieodzownym badaniem w przypadku raka języka jest badanie histopatologiczne. Przed zaplanowaniem leczenia zawsze pobiera się wycinek z guza, który po postawieniu rozpoznania przez patologa daje podstawę do zaplanowania dalszego leczenia.

## Leczenie
Leczenie raka języka zależy od stopnia zaawansowania klinicznego. W przypadków wczesnych stadiów może wchodzić w grę zarówno leczenie laryngologiczne (chirurgiczne), jak i onkologiczne:
- częściowa resekcja języka, wycięcie zmiany zwykle przy użyciu lasera lub brachyterapia. W przypadkach bardziej zaawansowanych:
  - hemiglossektomia lub glossektomia z operacją rekonstrukcyjną a także
- radioterapia
- brachyterapia

W przypadku raka położonego na nasadzie języka zwykle pierwsze zgłoszenie się do laryngologa jest na tyle późno, że rak jest już nieoperacyjny. W tym przypadku leczeniem z wyboru jest radioterapia lub chemioterapia lub połączenie obu metod jednocześnie.
W postaciach raków nasady języka mniej zaawansowanych leczenie jest operacyjne i polega na wykonaniu faryngotomii bocznej lub przedniej często z dojścia przez mandibulotomię.
W każdym przypadku raka języka oprócz leczenia guza pierwotnego zawsze należy zająć stanowisko odnośnie do postępowania z węzłami chłonnymi szyi. Zwykle wraz z operacją raka języka otolaryngolog wykonuje usunięcie węzłów chłonnych szyi (najczęściej okolicy nadgnykowej). Zabieg taki może być przeprowadzany zarówno jako operacja elektywna (profilaktyczna) lub także wtedy gdy w badaniu węzłów chłonnych szyi istnieją przesłanki, że przerzuty mogą się w nich znajdować (widoczne powiększenie lub wyczuwalne twarde węzły chłonne). Przeprowadzanie operacji elektywnej węzłów chłonnych szyi ma swoje uzasadnienie kliniczne, gdyż węzły "nieme klinicznie" podczas palpacji nie oznaczają, że nie ma w nich przerzutu. Może być tam mikroprzerzut, który nie powoduje powiększenia węzła chłonnego. Czasami jeżeli nie wykonuje się operacji węzłowej na szyi węzły można obserwować – kolejne kontrole z badaniem obrazowym Usg szyi. Istnieje jeszcze jedna możliwość postępowania z węzłami chłonnymi szyi. Po usunięciu guza języka węzły chłonne szyi można poddać radioterapii.

## Rokowanie
W raku języka jest zwykle niepewne. Po leczeniu w ciągu pierwszych 8 miesięcy (najczęściej) mogą pojawić się przerzuty do węzłów chłonnych lub częściej wznowa miejscowa (na języku). Śmiertelność u chorych z rakiem języka wynosi zwykle 40-50%.

## Klasyfikacja ICD10
| kod ICD10     | nazwa choroby                                                         |
| ------------- | --------------------------------------------------------------------- |
| ICD-10: C01   | Nowotwór złośliwy nasady języka                                       |
| ICD-10: C02   | Nowotwór złośliwy innych i nieokreślonych części języka               |
| ICD-10: C02.0 | Powierzchnia grzbietowa języka                                        |
| ICD-10: C02.1 | Brzeg języka                                                          |
| ICD-10: C02.2 | Dolna powierzchnia języka                                             |
| ICD-10: C02.3 | Przednie dwie trzecie części języka, część nieokreślona               |
| ICD-10: C02.8 | Zmiana przekraczająca granice jednego umiejscowienia w obrębie języka |
| ICD-10: C02.9 | Język, umiejscowienie nieokreślone                                    |